# Aggressive
Aggressive è il secondo album in studio del gruppo musicale statunitense Beartooth, pubblicato il 3 giugno 2016 dalla Red Bull Records e dalla UNFD.

## Il disco
Caleb Shomo annuncia di star finendo i lavori su un nuovo album dei Beartooth nel gennaio 2016, e conferma che come il precedente album Disgusting e l'EP Sick sarà totalmente scritto, registrato e prodotto da lui, anche se viene riconfermata la presenza di David Bendeth in alcune tracce in veste di coproduttore. I preordini dell'album iniziano il 22 aprile 2016, in contemporanea all'uscita del singolo Aggressive, che viene accompagnato da un video ufficiale. Nelle settimane successive vengono resi disponibili per l'acquisto online anche i brani Always Dead, Loser e Hated.
Il 26 maggio 2017 viene pubblicata un'edizione deluxe dell'album contenente 6 tracce bonus e il DVD Live in Columbus.

## Tracce
Testi e musiche di Caleb Shomo, eccetto dove indicato.
1. Aggressive – 4:08
2. Hated – 3:31
3. Loser – 3:59
4. Fair Weather Friend – 3:24 (Shomo, Bendeth)
5. Burnout – 3:04 (Shomo, Feldmann)
6. Sick of Me – 3:15 (Shomo, Feldmann)
7. Censored – 3:36
8. Always Dead – 2:18
9. However You Want It Said – 3:17
10. Find a Way – 3:28
11. Rock Is Dead – 3:44
12. King of Anything – 2:11 (Shomo, Feldmann)

Tracce bonus nell'edizione giapponese
1. Body Bag (feat. Kenta Koie) (Live from Red Bull Studios Tokyo) – 3:57
2. In Between (Live from Red Bull Studios Tokyo) – 3:39 (musica: Shomo, Feldmann)
3. Aggressive (8 Bit Remix) – 3:26

Tracce bonus nell'edizione deluxe
1. Hated (Acoustic)
2. Sick of Me (Acoustic)
3. Aggressive (Live from BBC Maida Vale)
4. Rock Is Dead (Live from BBC Maida Vale)
5. Fair Weather Friend (Live in Columbus)
6. King of Anything (Live in Columbus)

DVD bonus nell'edizione deluxe
Live in Columbus
1. Burnout
2. Aggressive
3. Beaten In Lips
4. Dead
5. Sick Of Me
6. Fair Weather Friend
7. Hated
8. The Lines
9. I Have a Problem
10. Always Dead
11. Rock Is Dead
12. In Between
13. King of Anything
14. Body Bag

## Formazione
Beartooth
- Caleb Shomo – voce, chitarra, basso, batteria, percussioni

Produzione
- Caleb Shomo – produzione, ingegneria del suono
- Koby Nelson – ingegneria del suono, editing digitale
- Zakk Cervini – ingegneria del suono (tracce 5, 6 e 14)
- Brian Robbins – ingegneria del suono (traccia 5)
- Patrick Fong – direzione artistica
- Myriam Santos – direzione artistica
- David Bendeth – missaggio
- Ted Jensen – mastering

## Classifiche
| Classifica (2016)          | Posizione massima |
| -------------------------- | ----------------- |
| Australia                  | 18                |
| Austria                    | 41                |
| Belgio (Vallonia)          | 108               |
| Canada                     | 28                |
| Germania                   | 80                |
| Regno Unito                | 35                |
| Regno Unito (rock & metal) | 2                 |
| Stati Uniti                | 25                |
| Stati Uniti (digital)      | 13                |
| Stati Uniti (independent)  | 2                 |
| Stati Uniti (hard rock)    | 3                 |
| Stati Uniti (rock)         | 4                 |
| Svizzera                   | 57                |